# Poudre flash
 (mai 2024).
Si vous disposez d'ouvrages ou d'articles de référence ou si vous connaissez des sites web de qualité traitant du thème abordé ici, merci de compléter l'article en donnant les références utiles à sa vérifiabilité et en les liant à la section « Notes et références ».

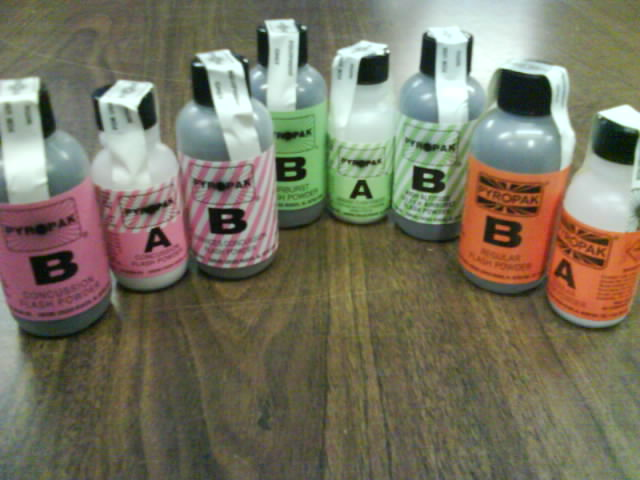
Exemples de duos de poudres flash pyrotechnique. Les oxydants A sont à côté des comburants B qui leur sont associés.

La poudre flash, ou poudre-éclair, est un explosif déflagrant employé en pyrotechnie. Elle est souvent composée de perchlorate de potassium et de fine poudre d'aluminium, mais d'autres formules sont possibles.

## Caractéristiques
La poudre flash se présente sous la forme d'une fine poudre dont la couleur va de gris pâle à presque noir. C'est un explosif déflagrant, c'est-à-dire que les gaz produits par la combustion avancent plus vite que le front de combustion. Elle a donc besoin d'être confinée pour détoner, en dessous d'une certaine masse, qu'on appelle « masse critique ». Cette masse est déterminée par la qualité et la méthode de fabrication de la poudre. Au-dessus de cette masse, la poudre peut s'autoconfiner et détoner à l'allumage. Elle brûle extrêmement rapidement avec un violent éclair et peut produire un fort bruit si confinée. La poudre flash est largement plus puissante que la poudre noire et sa vitesse de détonation est  évaluée à 4600 m/s (pour la forme la plus classique).

## Compositions
La poudre flash est toujours composée d'un oxydant et d'une poudre métallique. Les oxydants peuvent être du perchlorate de potassium, du chlorate de potassium et du nitrate de potassium. Les métaux employés sont le ferrocérium, l’aluminium, le magnalium et le magnésium.
Les réactifs sont toujours mélangés sous forme de poudres très fines. L'oxydant peut être moulu dans un broyeur à billes, mais la poudre flash mélangée ne doit jamais être moulue ou frottée.
Dans le cas d'un mélange de chlorate ou de perchlorate de potassium avec de l'aluminium, du magnalium ou du magnésium, les proportions en masse seront de 70 % d'oxydant pour 30 % de métal. L'équation de combustion de ce mélange est :
- KClO3 + 2Al → Al2O3 + KCl pour le mélange à base de chlorate,
- 3 KClO4 + 8 Al → 4 Al2O3 + 3 KCl pour le mélange à base de perchlorate.

Les deux formules supposent que la poudre flash utilise de l'aluminium.
Dans le cas d'un mélange de nitrate de potassium avec du magnalium ou du magnésium, les proportions en masse seront de 60 % d'oxydant pour 40 % de métal. L'équation de combustion de ce mélange est :
- 2 KNO3 + 5 Mg → K2O + N2 + 5 MgO.

Un mélange composé d'aluminium, de soufre et de nitrate de potassium est aussi possible. Il est très utilisé par les amateurs car il est relativement stable. Le ratio est de cinq parts de nitrate de potassium, deux parts de soufre et trois parts de poudre d'aluminium. Pour rendre le mélange plus réactif de la poudre de ferrocérium peut être ajoutée. Ce mélange n'est pas très puissant, mais il produit beaucoup de lumière pendant longtemps.
On peut aussi produire de la poudre flash avec comme oxydant sept parts de permanganate de potassium (attention à la réactivité avec les composés organiques, particulièrement avec la glycérine ou les sucres, et même le papier, ne jamais les mélanger au permanganate) et comme combustible trois parts d'aluminium, toujours le plus fin possible. Attention le mélange est nettement plus sensible aux chocs et à la friction que ceux faits à partir de perchlorates, la puissance de la réaction est quant à elle très élevée. Du soufre est parfois ajouté afin d'amplifier la réactivité du mélange, mais il n'est généralement pas nécessaire d'augmenter encore une sensibilité qui est déjà dangereuse. Par ailleurs certaines sources mentionnent que les mélanges à base de permanganate de potassium sont instables sur la durée.
De la poudre de trisulfure d'antimoine est parfois ajoutée aux compositions flash bruyantes afin d'augmenter la puissance du bruit de l'explosion, mais attention à ne surtout pas mélanger un composé soufré (comme le trisulfure) avec les poudres flash à base de chlorates (et non de perchlorates), une réaction est susceptible d'avoir lieu conduisant à une explosion spontanée.
Les combinaisons non mentionnées sont soit trop instables pour être utilisées, soit trop peu réactives pour être utiles, soit non documentées. Il est déconseillé de les tester.

## Usages
La poudre flash est généralement utilisée comme charge de fragmentation dans les feux d'artifice destinés à être propulsés dans les airs par une charge de poudre noire (bombes). Elle sert aussi à produire un fort bruit dans certaines pièces pyrotechniques, comme les célèbres M-80 (pétards).
Aux États-Unis, la loi interdit la vente de pétards contenant plus de 50 milligrammes de poudre flash. La poudre flash n'est jamais utilisée comme charge de propulsion dans les mortiers en raison de son fort pouvoir brisant.

## Sécurité
La poudre flash est extrêmement inflammable. Elle est sensible à la friction, aux chocs, aux hautes températures et à l'électricité statique.
La poudre flash fabriquée à partir de perchlorate ou de nitrate de potassium comme oxydant et d'aluminium comme métal est considérée comme relativement stable pour la manipulation par des professionnels. Les poudres flash fabriquées avec du magnésium ou du magnalium comme métal et/ou du chlorate de potassium comme oxydant sont beaucoup moins stables et il est vivement recommandé de ne pas les utiliser. La poudre flash fabriquée avec un chlorate comme oxydant ne doit jamais entrer en contact avec du soufre ou un composé de soufre. Cela contribue à rendre la poudre encore plus instable et peut mener à son explosion spontanée.
La poudre flash à base de perchlorate de potassium et de poudre d'aluminium est la seule utilisée dans les feux d'artifice commerciaux. Il faut toujours porter de l'équipement de protection des yeux et des oreilles lors de la manipulation de poudre flash, peu importe la quantité.

## Préparation
Les pyrotechniciens préparent la poudre flash en plaçant l'oxydant et le métal sur une feuille de papier, puis en roulant la feuille de papier assez lâchement, en faisant attention à ce que le mélange ne sorte pas par les bouts du cylindre ainsi formé. Le métal sera en poudre la plus fine possible, et l'oxydant aura été préalablement moulu à l'aide d'un broyeur à billes ou d'un moulin à café. La poudre flash est l'une des rares compositions pyrotechniques qui n'est pas préparée en broyant ensemble les composants, car le mélange est trop sensible à la friction. La poudre flash doit être préparée dans un système dépourvu d'électricité statique (ceci peut être obtenu soit en vaporisant la pièce à l'aide d'un spray spécial, soit en maintenant un taux d'humidité très élevé dans l'air de la pièce). La poudre flash ne doit jamais être préparée en des quantités supérieures à dix grammes à la fois, à cause du risque d'auto confinement, et il faut toujours porter de l'équipement de protection personnel et observer des mesures de sécurité élémentaire lors de la préparation et de la manipulation.